# Viện Quốc tế Nghiên cứu chiến lược
 Viện Quốc tế Nghiên cứu chiến lược  (tiếng Anh: International Institute for Strategic Studies, IISS) là một viện nghiên cứu của
Anh (hoặc là một think tank) trong lĩnh vực quốc tế. Từ năm 1997, trụ sở chính của nó là Arundel House, ở London, Anh. Chỉ số Tank Go To Think Tank toàn cầu năm 2017 xếp hạng IISS là think tank tốt thứ 10 trên toàn thế giới và đứng thứ hai về an ninh quốc phòng và an ninh quốc gia.

## Tổng quan
Tổng giám đốc hiện tại và Giám đốc điều hành từ năm 1993 là John Chipman. Chủ tịch Hội đồng là Francois Heisbourg, cựu giám đốc, Sir Michael Howard, nhà sử học quân sự Anh, là chủ tịch danh dự. Sir Michael thành lập viện cùng với M.P. đảng Lao động Anh Denis Healey (Bộ trưởng Quốc phòng 1964–1970 và bộ trưởng Tài chính 1974-1979) và nhà báo Alastair Buchan.
IISS mô tả chính nó như là một: 
nguồn thông tin chính xác, khách quan về các vấn đề chiến lược quốc tế cho các chính trị gia và nhà ngoại giao, các nhà phân tích đối ngoại, kinh doanh quốc tế, các nhà kinh tế, các nhà bình luận quân sự, nhà báo, học giả và công chúng. Viện nợ không trung thành với bất kỳ chính phủ nào, hoặc cho bất kỳ tổ chức chính trị hoặc tổ chức nào khác.
Viện tuyên bố 2.500 thành viên cá nhân và 450 thành viên doanh nghiệp và tổ chức từ hơn 100 quốc gia.
Có trụ sở tại London, IISS là một công ty tư nhân được giới hạn bởi sự bảo đảm trong luật pháp Vương quốc Anh và tổ chức từ thiện đã đăng ký. Nó có các chi nhánh ở Washington, DC (IISS-US) và ở Singapore (IISS-Asia), với tư cách từ thiện trong từng khu vực pháp lý, và ở Manama, Bahrain (IISS-Trung Đông).

## Nghiên cứu
Công việc của Viện được xây dựng dựa trên các hoạt động của 11 chương trình nghiên cứu của nó. Hàng chục chuyên gia và chuyên gia tư vấn đóng góp vào các nghiên cứu của Viện. Nghiên cứu bao gồm công việc theo bảy chương trình chuyên đề: Xung đột vũ trang; Xung đột trong tương lai và an ninh mạng; Phân tích quốc phòng và quân sự; An ninh kinh tế và năng lượng; Địa lý và chiến lược; Chính sách không phổ biến và hạt nhân;
An ninh và phát triển. Ngoài ra còn có bốn chương trình an ninh khu vực đang hoạt động: Châu Á-Thái Bình Dương; Trung Đông và Vịnh; Nam Á; Chính sách Đối ngoại và Ngoại giao Hoa Kỳ.
Những nhân viên cũ đáng chú ý bao gồm HR McMaster, Cố vấn An ninh Quốc gia Hoa Kỳ, và nhà ngoại giao Rose Gottemoeller, hiện là Phó Tổng thư ký NATO. Orwell từng đoạt giải thưởng học thuật và nhà báo Anatol Lieven cũng làm việc tại Viện, cũng như James Steinberg, cựu Thứ trưởng Ngoại giao Hoa Kỳ. Viện đã làm việc với các chính phủ, bộ quốc phòng và các tổ chức toàn cầu bao gồm NATO and the European Union Lưu trữ ngày 22 tháng 1 năm 2018 tại Wayback Machine.

## Ấn bản
IISS xuất bản The Military Balance Lưu trữ ngày 31 tháng 1 năm 2018 tại Wayback Machine, an annual assessment of nations' military capabilities. Since 2017 it has also published Cân bằng Quân sự+, một cơ sở dữ liệu trực tuyến trên cùng một chủ đề.
Các ấn phẩm khác bao gồm Dữ liệu xung đột vũ trang; Survival, một tạp chí về chính trị và chiến lược toàn cầu; Điều tra Chiến lược, đánh giá hàng năm về các vấn đề thế giới; và Các ý kiến Chiến lược, phân tích trực tuyến các vấn đề chuyên đề trong các vấn đề quốc tế. Từ khi thành lập, Viện đã xuất bản Adelphi loạt sách, bao gồm các vấn đề chiến lược tại chỗ. Các ấn bản gần đây đã bao gồm các chủ đề như cường quốc mạng Trung Quốc Lưu trữ ngày 29 tháng 11 năm 2017 tại Wayback Machine, xung đột ở Ukraina Lưu trữ ngày 9 tháng 1 năm 2018 tại Wayback Machine, nđàm phán với các nhóm vũ trang Lưu trữ ngày 15 tháng 11 năm 2017 tại Wayback Machine và chiến tranh Iraq Lưu trữ ngày 15 tháng 11 năm 2017 tại Wayback Machine.
Năm 2011 Viện xuất bản FARC files – các tài liệu được chụp từ các lực lượng vũ trang cách mạng của Colombia đã làm sáng tỏ các hoạt động bên trong của phong trào. Nó thường xuyên xuất bản các báo cáo tóm tắt một lần và dossiers Lưu trữ ngày 24 tháng 1 năm 2018 tại Wayback Machine.

## Sự kiện
Từ năm 2002, Viện đã tổ chức thường niên Đối thoại IISS Shangri-La Lưu trữ ngày 9 tháng 6 năm 2018 tại Wayback Machine tại Singapore, một hội thảo về các vấn đề an ninh châu Á - Thái Bình Dương với các nguyên thủ quốc gia, Bộ trưởng Quốc phòng và các chuyên gia an ninh từ khu vực và trên thế giới. Năm 2017, Thủ tướng Úc Malcolm Turnbull nói Lưu trữ ngày 15 tháng 11 năm 2017 tại Wayback Machine: “Đối thoại Shangri-La đã phát triển để trở thành một trong những cuộc tụ họp chiến lược tuyệt vời của thế giới. ”Chỉ số Tank Go To Think toàn cầu năm 2017 đã xếp hạng Đối thoại Shangri-La là hội thảo tư duy tốt nhất trên toàn thế giới.
Đối thoại IISS Manama Lưu trữ ngày 15 tháng 11 năm 2017 tại Wayback Machine thường niên, được tổ chức tại Vương quốc Bahrain, thấy các thủ tướng toàn cầu của các bộ trưởng nhà nước và cấp cao thảo luận về các vấn đề quốc phòng và chính trị liên quan đến Trung Đông. Vào năm 2015, Tổng thống Ai Cập Abdel Fattah Al-Sisi described the dialogue Lưu trữ ngày 15 tháng 11 năm 2017 tại Wayback Machine như một “sự kiện lớn trong khu vực tập trung vào các vấn đề an ninh khu vực và mọi thứ tác động đến chúng”.
In recent years the Institute has hosted smaller conferences including the Diễn đàn vịnh Bahrain Lưu trữ ngày 26 tháng 1 năm 2018 tại Wayback Machine và Hội thảo chuyển đổi của NATO Lưu trữ ngày 12 tháng 1 năm 2018 tại Wayback Machine, và thường xuyên tổ chức các cuộc tranh luận và bảng điều khiển các thảo luận tại các văn phòng trên toàn thế giới.

## Lịch sử
Được thành lập vào năm 1958, với sự ngăn chặn hạt nhân tập trung ban đầu và kiểm soát vũ khí, IISS có liên kết thành lập mạnh mẽ, với cựu quan chức chính phủ Mỹ và Anh trong số các thành viên. Viện tuyên bố rằng nó "có ảnh hưởng to lớn trong việc thiết lập các cấu trúc trí tuệ để quản lý chiến tranh Lạnh."
Raymond L. Garthoff đã viết vào năm 2004:
 Năm 1959, ISS đã phát hành một cuốn sách nhỏ về "cân bằng quân sự" giữa Liên Xô và NATO. Đó là tiếc là đầy lỗi, đã được đặt lại với nhau từ các nguồn xuất bản có chất lượng khác nhau. Tôi gọi đây là sự chú ý của Alastair Buchan, giám đốc của học viện, người khá băn khoăn. Một phiên bản mới đã được ban hành vào tháng 11 năm 1960, chính xác hơn và chính xác hơn, mặc dù vẫn chưa đạt tới trí thông minh mới nhất. Một lần nữa, tôi gọi đây là sự chú ý của Buchan, và anh ta đã tiến hành kiểm tra với các nhà chức trách Anh những gì đã trở thành các đợt phát hành hàng năm. 
Vấn đề thứ hai xuất hiện dưới tiêu đề "Khối Cộng sản và Thế giới Tự do: Cân bằng quân sự năm 1960".

## Tranh cãi
Vào năm 2016, The Guardian đã báo cáo rằng IISS "đã bị buộc tội gây nguy hiểm cho tính độc lập của mình sau khi các tài liệu bị rò rỉ cho thấy bí mật nhận được 25 triệu bảng từ gia đình hoàng gia Bahrain", lưu ý rằng các tài liệu bị rò rỉ tiết lộ rằng các nhà cầm quyền của IISS và Bahrain đã đồng ý giữ tài trợ cho bí mật đối thoại Manama ". IISS đã không tranh luận tính xác thực của các tài liệu bị rò rỉ hoặc từ chối nhận tài trợ từ Bahrain, nhưng đã đưa ra một phản hồi cho rằng "[a] ll IISS thỏa thuận hợp đồng, bao gồm cả các chính phủ chủ nhà, có một điều khoản khẳng định sự độc lập tuyệt đối về hoạt động trí tuệ và của Viện là một tổ chức quốc tế không tham gia vào bất kỳ phương thức vận động nào. ” Middle East Eye sau đó báo cáo rằng IISS có thể đã nhận được gần một nửa tổng thu nhập từ các nguồn Bahrain trong một vài năm.

## Giám đốc
- Alastair Buchan (1958–1969)
- François Duchêne (1969–1974)
- Christoph Bertram (1974–1982)
- Robert J. O'Neill (1982–1987)
- François Heisbourg (1987–1992)
- Bo Huldt (1992–1993)
- John Chipman (1993 –)[11]